# Orquesta Aragón
Orquesta Aragón ist eine kubanische Musikgruppe der Musikrichtungen Salsa, Cha-Cha-Cha, Charanga, Danzón, Pachanga und Son.

## Werdegang
Das Orquesta Aragón wurde am 30. September 1939 von Orestes Aragón Cantero in Cienfuegos gegründet. Die Band hieß davor Ritmica 39 und kurz danach Ritmica Aragón. Sie galten in den 1950er und 1960er Jahren als das beste Charanga-Band Kubas. Zu ihren Markenzeichen gehörten hochklassige Instrumentationen und rhythmische Innovationen. Zusammen mit Beny Moré und Pérez Prado prägten sie auch den Mambo. In den 1950er Jahren wurde der Danzón in seiner Popularität mehr und mehr vom Cha-Cha-Cha abgelöst. 1953 begann Orquesta Aragón mit seinen ersten Tourneen, war 1954 in Mexiko. Zwischen 1955 und 1958 brachte das Orquesta Aragón vier Alben bei der Plattenfirma RCA Records heraus. Insgesamt hatten sie über einhundert Musiktitel produziert, von denen einige wie „Macuto“, „Por esta adoracion“, „El trago“, „Gallo y gallina“ und „Cha Cha Cha navideño“ nicht veröffentlicht wurden. Nach dem Tod von Rafael Lay Apesteguía 1982 übernahm Richard Egües die Gruppe. Während der kubanischen Revolution war Orquesta Aragón erneut auf Auslandstournee in über 30 Ländern. Sie spielen bis heute in Havanna. Zu ihren größten Hits gehören unter anderem Titel wie „Los Tamalitos de Olga“, „La Cantina“, „Ritmo de Azúcar“ und „El Bodeguero“.

## Diskografie
- Danzones de Ayer y de Hoy
- Me Voy para la Luna
- Danzones de Ayer y de Hoy Vol 2
- Chá Chá Chá
- That Cuban Cha Cha Cha
- The Heart of Havana
- Cojale el Gusto a Cuba
- Charangas y Pachangas
- Ja Ja Ja Pacha
- Maracas, Bongo y Congas
- Ultimos exitos de la Orquesta Aragón
- Mosaicos tropicales
- Ritmo Cha-Onda (1978)
- Aragónes en la Onda de la Alegria (1988)
- Insuperable Orquesta Aragón (1992)
- Chachachá's Que Hicieron Epoca (1992)
- Quien sabe, sabe (1997)
- La Charanga Eterna (1999)
- En Route (2001)
- Por Siempre Aragon (2002)
- Los Tamalitos de Olga...(2003)
- The Lusafrica Years (2009)

## Erstbesetzung
- Orestes Aragon: Bass[2]
- Filiberto Depestre: erste Geige
- Hilario René González: zweite Geige
- Rufino Roque: Klavier
- Efraín Loyola: Flöte
- Orestes Varona: Timbales
- Noelio Morejon: Güiro
- Pablo Romay: Gesang

## Einfluss
Das Orquesta Aragón beeinflusste unter anderem Orquesta La Palabras La Palabra (eigentlich Rodolfo M. Foster).